# Β-ブロモスチレン
β-ブロモスチレン（英: β-Bromostyrene）は、化学式C8H7Brで表される有機臭素化合物の一種である。ブロモスチロールとも呼ばれる。cis、transの立体異性体があるが、trans型が一般的である。

## 用途
刺激的なフローラルノートを持ち、希釈するとヒヤシンスのような香りとなる。ヒヤシンス、ナルシサス系の調合香料に使用される。天然からは発見されていないアーティフィシャル香料であり、香料に用いられる化合物は数多くあるが、ハロゲンを含むものは本物質を含めごくわずかである。

## 合成
ケイ皮酸と臭素からジブロモフェニルプロピオン酸を作り、これに炭酸ナトリウム水溶液を加えて水蒸気蒸留することにより得られる。
β-ブロモスチレンに加熱した水酸化カリウムを反応させ、臭化水素を脱離するとフェニルアセチレンが生じる。